# Empfershausen
Empfershausen ist Ortsteil der Gemeinde Körle im nordhessischen Schwalm-Eder-Kreis und unterteilt sich in Ober- und Unter-Empfershausen.

## Geographie
Empfershausen liegt am Südwestrand der Söhre etwa 2,5 km ostnordöstlich des Körler Kernorts. Es wird vom Fulda-Zufluss Mülmisch durchflossen und befindet sich an der Landesstraße 3228 zwischen Röhrenfurth und Eiterhagen. Östlich der Ortschaft liegt im Wald der Grüne See, und südwestlich überqueren die Züge der Schnellfahrstrecke Hannover–Würzburg die Mülmischtalbrücke.

## Geschichte

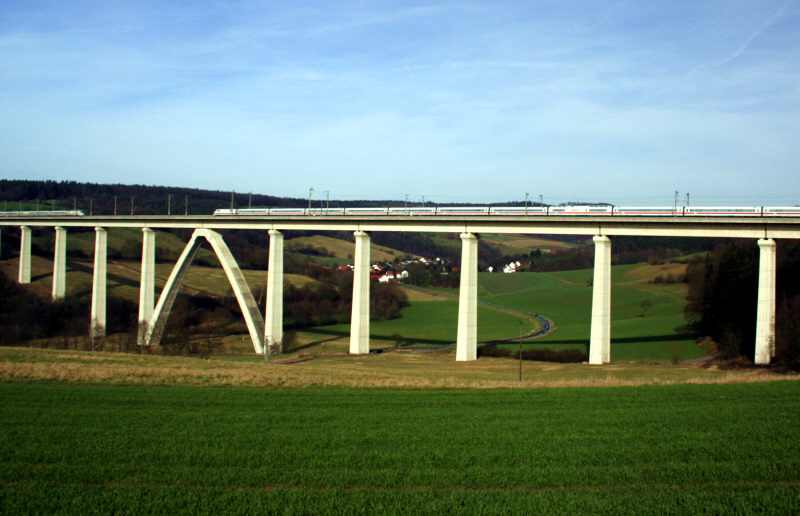
Blick auf Unter-Empfershausen mit Mülmischtalbrücke

Die älteste bekannte Erwähnung von Empfershausen erfolgte im Jahr 1303 unter dem Namen „Engelbrecheshusen“ in einer Urkunde der Familie Riedesel zu Eisenbach. Bereits 1414 wurde zwischen Ober- und Unter-Empfershausen differenziert, die Verwaltung erfolgte aber gemeinsam. 1575 gab es neun Häuser im Dorf. Das Dorf gehörte zum Unteramt Körle, das wiederum zum Amt Melsungen gehörte. Der Dreißigjährige Krieg hinterließ seine Spuren im Dorf, so dass 1639 kaum Felder bestellt wurden und nur acht Häuser bewohnt waren. 1743 zählte man im Ort 10 Bauernhöfe, 7 Wohnhäuser und 91 Einwohner. Drei Jahre später wurde im Unterdorf ein Friedhof angelegt. Die heutige Kirche wurde im Jahr 1772 erbaut.
1874 wurde Empfershausen dem neu eingerichteten Standesamtsbezirk Körle zugewiesen. 1887 wurden erstmals steinerne Brücken über die durch beide Dorfteile fließende Mülmisch errichtet. 1899 wurde das neue Schulhaus gebaut.
1921 wurde Empfershausen an das Elektrizitätsnetz angeschlossen; bis 1926 blieb es Eigentum der Gemeinde, dann wurde es dem regionalen Stromversorger übertragen. 1924 wurde eine Luftseilbahn für Materialtransporte vom Steinbruch bis zum Werk Körle gebaut. 1926 wurde Empfershausen an den ÖPNV durch die Bahnbuslinie Kassel–Dörnhagen–Körle–Eiterhagen angebunden; die Buslinie wurde 1964 wieder eingestellt. 1929 erfolgte der Anschluss an die regionale Wasserversorgung.
1966 wurde das Dorfgemeinschaftshaus eingeweiht und 1967 wurde die Schule in Empfershausen geschlossen.
Die bis dahin selbstständige Gemeinde Empfershausen wurde zum 1. Februar 1971 im Zuge der Gebietsreform in Hessen auf freiwilliger Basis als Ortsteil der Gemeinde Körle eingegliedert. Für Empfershausen wurde ein Ortsbezirk mit Ortsbeirat und Ortsvorsteher nach der Hessischen Gemeindeordnung gebildet.
Im Jahr 2000 wurde das Dorfgemeinschaftshaus nach umfangreicher Renovierung wiedereröffnet. Im selben Jahr wurde nach mehrjähriger Bauzeit der gesamte Ortsteil Empfershausen an die Körler Kläranlage angeschlossen, womit die Zeit von Grundstücksklärgruben endete.
2003 wurde eine Erweiterung des Feuerwehrhauses fertiggestellt.
2018 ist Körle auch über einen neuen Radweg im Tal der Mülmisch erreichbar.
2023 wird am neuen Wanderparkplatz an der L3228 unter der Mülmischtalbrücke eine große Informationstafel am Körler Steig aufgestellt.

## Bevölkerung
Einwohnerstruktur 2011
Nach den Erhebungen des Zensus 2011 lebten am Stichtag dem 9. Mai 2011 in Empfershausen 276 Einwohner. Darunter waren 3 (1,1 %) Ausländer.
Nach dem Lebensalter waren 51 Einwohner unter 18 Jahren, 111 zwischen 18 und 49, 66 zwischen 36 und 64 und 48 Einwohner waren älter. Die Einwohner lebten in 117 Haushalten. Davon waren 27 Singlehaushalte, 42 Paare ohne Kinder und 36 Paare mit Kindern, sowie 9 Alleinerziehende und 6 Wohngemeinschaften. In 21 Haushalten lebten ausschließlich Senioren und in 81 Haushaltungen lebten keine Senioren.
Einwohnerentwicklung
- 1585: 9 Haushaltungen[1]
- 1747: 16 Haushaltungen[1]

| Empfershausen: Einwohnerzahlen von 1834 bis 2011 | Empfershausen: Einwohnerzahlen von 1834 bis 2011 | Empfershausen: Einwohnerzahlen von 1834 bis 2011 | Empfershausen: Einwohnerzahlen von 1834 bis 2011 | Empfershausen: Einwohnerzahlen von 1834 bis 2011 |
| --- | ------------------------------------------------ | ------------------------------------------------ | ------------------------------------------------ | ------------------------------------------------ |
| Jahr |                                                  |                                                  |                                                  | Einwohner                                        |
| 1834 | 1834                                             |                                                  | 202                                              | 202                                              |
| 1840 | 1840                                             |                                                  | 212                                              | 212                                              |
| 1846 | 1846                                             |                                                  | 229                                              | 229                                              |
| 1852 | 1852                                             |                                                  | 229                                              | 229                                              |
| 1858 | 1858                                             |                                                  | 192                                              | 192                                              |
| 1864 | 1864                                             |                                                  | 186                                              | 186                                              |
| 1871 | 1871                                             |                                                  | 183                                              | 183                                              |
| 1875 | 1875                                             |                                                  | 197                                              | 197                                              |
| 1885 | 1885                                             |                                                  | 199                                              | 199                                              |
| 1895 | 1895                                             |                                                  | 181                                              | 181                                              |
| 1905 | 1905                                             |                                                  | 180                                              | 180                                              |
| 1910 | 1910                                             |                                                  | 215                                              | 215                                              |
| 1925 | 1925                                             |                                                  | 228                                              | 228                                              |
| 1939 | 1939                                             |                                                  | 236                                              | 236                                              |
| 1946 | 1946                                             |                                                  | 420                                              | 420                                              |
| 1950 | 1950                                             |                                                  | 410                                              | 410                                              |
| 1956 | 1956                                             |                                                  | 316                                              | 316                                              |
| 1961 | 1961                                             |                                                  | 288                                              | 288                                              |
| 1967 | 1967                                             |                                                  | 263                                              | 263                                              |
| 1980 | 1980                                             |                                                  | ?                                                | ?                                                |
| 1990 | 1990                                             |                                                  | ?                                                | ?                                                |
| 2000 | 2000                                             |                                                  | ?                                                | ?                                                |
| 2010 | 2010                                             |                                                  | ?                                                | ?                                                |
| 2011 | 2011                                             |                                                  | 276                                              | 276                                              |
| Datenquelle: Historisches Gemeindeverzeichnis für Hessen: Die Bevölkerung der Gemeinden 1834 bis 1967. Wiesbaden: Hessisches Statistisches Landesamt, 1968. Weitere Quellen: Zensus 2011 |                                                  |                                                  |                                                  |                                                  |

Historische Religionszugehörigkeit
| • 1885: | 198 evangelische (= 99,50 %), ein katholischer (= 0,50 %) Einwohner |
| • 1961: | 250 evangelische (= 86,81 %), 38 katholische (= 13,19 %) Einwohner  |